# Mesa Gair
La mesa Gair è una mesa nella regione nord-occidentale della Dipendenza di Ross, nell'Antartide orientale. In particolare, la mesa Tobin è la più meridionale, nonché la meno estesa, delle tre mese che formano la dorsale Mesa, e si estende per circa 16 km in direzione nord-sud. Delimitata a ovest dal flusso del ghiacciaio Rennick, a sud dal ghiacciaio Campbell, a nord dal passo Veto, che la separa dalla mesa Tobin, e a ovest dalla parte iniziale del flusso del ghiacciaio Aeronaut, la mesa Gair raggiunge l'altezza di 3286 m s.l.m. in corrispondenza della vetta orientale dei colli Exposure, all'estremità sud-orientale della formazione.

## Storia
La mesa Gair è stata così battezzata dai membri della squadra settentrionale della spedizione neozelandese di ricognizione antartica svolta nel periodo 1962-63, che le hanno dato il suo attuale nome in onore del geologo H. S. Gair, comandante della squadra.